# Встигнути за 30 хвилин
«Встигнути за 30 хвилин» (англ. 30 Minutes or Less) — американський комедійний бойовик режисера Рубена Флейшера, заснований на реальних подіях. Світова прем'єра відбулася 12 серпня 2011 року. Зняти кінострічку вирішили компанії Mythology Entertainment та Anyway Entertainment. Вони викупили права на екранізацію книги спеціального агента ФБР Джеральда Кларка і журналіста Еда Палателла «Нерозказана історія найбільш приголомшливого пограбування в Америці».

## Сюжет
Нік — працює в доставці піци, його розмірене життя буквально в одну мить перевертається догори дриґом, коли в нього з хитромудрим планом уриваються два бандити, які мріють зірвати великий куш. Двейн та Тревіс викрадають Ніка, який розвозить піцу, прикріпляють до грудей бомбу і повідомляють йому, що в нього є 30 хвилин, аби пограбувати банк. Нік розуміє, що йому ніяк не обійтися без допомоги свого найкращого друга Чета. Разом приятелі повинні обкрутити кругом пальця викрадачів, не попастися до рук поліції та ще й розібратися один з одним — адже їхні стосунки далеко не безхмарні. На цю практично нездійсненну місію друзям відведені лічені хвилини.
У реальній події розвізник піци Дуглас Веллс пограбував банк, пояснюючи поліції, що якщо не пограбує, то бомба, повішена на нього, вибухне. Веллсу вдалося залишити будівлю банку, якийсь час його переслідувала поліція, але потім пристрій вибухнув, убивши розвізника піци на місці. Пізніше була знайдена Марджорі Армстронґ, яка зізналася, що була ініціатором злочину. Зараз вона відбуває 30-річний термін у в'язниці.
Після виходу фільму громадськість чимало сперечалася, чи варто було перетворювати таку історію на комедію, і чи потрібно широкому загалу бачити кінцевий результат злочинних подій.
Для Джессі Айзенберґа кінострічка стала другою спільною роботою з Флейшером після комедійного хоррора «Вітаємо у Зомбіленді» (2009), в якому актор був задіяний разом із Вуді Гаррельсоном («Народ проти Ларрі Флінта», «Посланець») та Еммою Стоун («Суперперці»).

## У ролях
| Актор               | Роль           |
| ------------------- | -------------- |
| Джессі Айзенберг    | Нік            |
| Азіз Ансарі         | Чет            |
| Денні МакБрайд      | Двейн          |
| Нік Свардсон        | Тревіс         |
| Ділшед Ведсаріа     | Кеті           |
| Майкл Пенья         | Чонґ           |
| Бьянка Кайліч       | Джусі          |
| Гарі Брічетто       | Фішер          |
| Пол Тірні           | Родні          |
| Стейсі Лінн Флетчер | Касир          |
| Бретт Гельман       | Бос Ніка       |
| Мія Раджа           | Амелія         |
| Фред Ворд           | майор          |
| Рік Ірвін           | керівник банка |
| Ребекка Кокс        | Сандра         |

## Закадрове озвучення
Фільм озвучено студією «Так Треба Продакшн» на замовлення телекомпанії ICTV. Ролі озвучували: Анатолій Пашнін, Володимир і Дмитро Терещуки, Наталя Поліщук.